# Vossiapoderus crispipennis
Vossiapoderus crispipennis es una especie de coleóptero de la familia Attelabidae.

## Distribución geográfica
Habita en Camerún, Guinea y Gabón.